# Михайленко, Владимир Алексеевич
Влади́мир Алексе́евич Михайле́нко (укр. Володимир Олексійович Михайленко; род. 27 августа 1973) — украинский легкоатлет, специалист по многоборьям. Выступал за сборную Украины по лёгкой атлетике в конце 1990-х — начале 2000-х годов, серебряный призёр Универсиады в Пекине, обладатель серебряной медали Кубка Европы в командном зачёте, победитель и призёр первенств национального значения, участник летних Олимпийских игр в Сиднее.

## Биография
Владимир Михайленко родился 27 августа 1973 года. Занимался лёгкой атлетикой в Днепропетровске.
Первого серьёзного успеха как спортсмен добился в сезоне 1997 года, став чемпионом Украины в программе десятиборья. Год спустя повторил это достижение.
В 1999 году вошёл в состав украинской национальной сборной и выступил на Кубке Европы по легкоатлетическим многоборьям в Праге, где занял девятое и пятое места в личном и командном зачётах соответственно.
В 2000 году на Кубке Европы в Оулу вместе со своими соотечественниками Александром Юрковым и Фёдором Лаухиным завоевал серебряную медаль в командном зачёте. Благодаря череде удачных выступлений удостоился права защищать честь страны на летних Олимпийских играх в Сиднее — набрал в сумме десятиборья 7676 очков, расположившись в итоговом протоколе соревнований на 22-й строке.
После сиднейской Олимпиады Михайленко ещё в течение некоторого времени оставался в составе легкоатлетической команды Украины и продолжал принимать участие в крупнейших международных стартах. Так, в 2001 году он представлял страну на летней Универсиаде в Пекине, откуда привёз награду серебряного достоинства, выигранную в десятиборье — уступил здесь только кубинцу Раулую Дуани.